# FactCheck.org
FactCheck.org — некомерційний веб-сайт, який має на меті зменшити рівень обману та непорозуміння в політиці США, надаючи власні дослідження дезінформації та містифікацій. FactCheck.org являє собою проект центру громадської політики Анненберга школи комунікацій Анненберга при Університеті Пенсільванії, який фінансується в основному фондом Анненберга.
Ідеєю для створення FactCheck.org стала книга Кетлін Хол Джеймісон «Брудна політика» 1993 року, в якій вона критикувала президентські кампанії Джорджа Буша-старшого та Майкла Дукакіса 1988 року.
Більша частина вмісту сайту складає спростування неточних, оманливих або неправдивих тверджень політиків. FactCheck.org також має метою спростування дезінформації що надходить від різних партійних груп. Інші функції включають:
- Запитайте FactCheck[4]: користувачі можуть ставити запитання, які зазвичай ґрунтуються на онлайн-чутках.
- Viral Spiral[5]: сторінка, присвячена найпопулярнішим онлайн-міфам, які сайт розвінчав. Сайт наводить правильну відповідь, а також посилання на повну статтю на цю тему.
- Лінія партії[6]: тези, які неодноразово використовувалася кількома членами політичної партії.
- Поштова сумка[7]: сторінка для листів, надісланих читачами, схвалення чи несхвалення того, що сказано на сайті.

## Історія
FactCheck.org був запущений у грудні 2003 року Бруксом Джексоном, колишнім репортером Associated Press, Wall Street Journal і CNN, який висвітлював події у Вашингтоні і національну політику з 1970 року. Спеціальним кореспондентом CNN під час сезону політичної кампанії 1992 року, Джексон став відомим своїми звітами «Поліції Реклами», які відстежували рекламні та фінансові стратегії кандидатів протягом усієї кампанії. У 2003 році Кетлін Хол Джеймісон з Annenberg Public Policy Center звернулась до Джексона щодо створення сайту FactCheck.org, і сайт було запущено онлайн у грудні того ж року.
У 2007 році була опублікована книга UnSpun. Авторами книги були Брукс Джексон, почесний директор Factcheck.org, і Кетлін Хол Джеймісон, директор Центру громадської політики Анненберга. Вона вчить читачів, як бути в курсі обману (англ. spin), який зазвичай використовується в ЗМІ та політиками.
У січні 2013 року Джексон залишив посаду директора FactCheck.org, залишивши собі звання почесного директора. Юджин Кілі, колишній репортер і редактор газети The Record (редакції міста Хакенсака, Нью-Джерсі), The Philadelphia Inquirer і USA Today, тепер є директором сайту FactCheck.org. Сайт налічує чотирьох штатних журналістів і пропонує щорічні стипендії студентам університету Пенсільванії.
В 2019 році, сайт Factcheck.org святкував 15 річницю.

### Віце-президентські дебати 2004 року
FactCheck.org став центром політичних коментарів після віце-президентських дебатів 2004 року між Діком Чейні та Джоном Едвардсом. Чейні посилався на сайт FactCheck.org, стверджуючи, що незалежний сайт захищав його дії, коли він був генеральним директором Halliburton. Твердження Чейні було спростовано сайтом FactCheck.org і розцінено як неправдиве, а саме: було виявлено що «Едвардс мав здебільшого рацію», коли говорив про «відповідальність Чейні за попередні проблеми Halliburton».
Заява Чейні викликала певну суперечку, оскільки він помилково вказав адресу веб-сайту як «FactCheck.com». Під час дебатів сайт factcheck.com контролювався компанією Френка Шиллінга Name Administration Inc., яка швидко перенаправила адресу на веб-сайт, спрямований проти Буша, що належить критику Буша Джорджу Соросу.

### Президентські вибори 2012 року
FactCheck.org також став центром загальнонаціональної уваги влітку 2012 року, під час президентських перегонів між чинним демократом Бараком Обамою та претендентом на пост президента США від Республіканської партії Міттом Ромні. Кампанія Обами запустила телевізійну рекламу, звинувачуючи Ромні в участі в аутсорсингу американських робочих місць за кордоном венчурною компанією Bain Capital, яку він заснував у 1984 році. FactCheck.org визнав цю рекламу неправдивою, стверджуючи, що аутсорсинг стався після того, як Ромні залишив компанію, щоб очолити Зимові Олімпійські ігри 2002 року в Солт-Лейк-Сіті. У відповідь кампанія Обами поширила листа на шістьох сторінках серед великих новинних корпорацій, стверджуючи, що Ромні все ще несе відповідальність за дії компанії.

### Президентські вибори 2016 року
Починаючи з листопада 2014 року сайт FactCheck.org опублікував двадцять вісім сторінок статей, які перевіряють факти про багатьох кандидатів у президенти 2016 року. Станом на квітень 2016 року для кожного з п'яти кандидатів, що залишилися, було створено архів з перевіреними заявами цих кандидатів.
У 2016 році FactCheck.org став партнером Facebook з перевірки фактів.
Результати перевірки фактів загальнодоступні та розбиті на маленькі частини, щоб їх було легше зрозуміти.

## Нагороди та визнання
Сайт FactCheck.org здобув визнання та отримав численні нагороди за внесок у політичну журналістику. У 2004 році журнал Time назвав сайт FactCheck.org одним із «50 найкращих веб-сайтів 2004 року». У 2006 році журнал Time визнав FactCheck.org одним із «25 сайтів, без яких не можна жити». У 2008 році журнал PC Magazine назвав його одним із «20 найкращих політичних веб-сайтів». У 2009 році асоціація жінок у сфері комунікацій присудила сайту FactCheck.org нагороду Clarion Awards. У 2010 році FactCheck.org виграв приз Delta-Chi-Price товариства професійних журналістів.
Між 2008 і 2012 роками FactCheck.org отримав чотири нагороди Webby Awards у категорії «Політика»: у 2008, 2010, 2011 та 2012 роках; а також чотири премії «Голос народу в політиці» в 2008, 2009, 2010 і 2012 роках. У 2010 році FactCheck.org також отримав нагороду Sigma Delta Chi Award від товариства професійних журналістів за повідомлення про суперечливі заяви щодо федерального законодавства Сполучених Штатів Америки про охорону здоров'я.